# Parafia ewangelicko-luterańska w Tbilisi

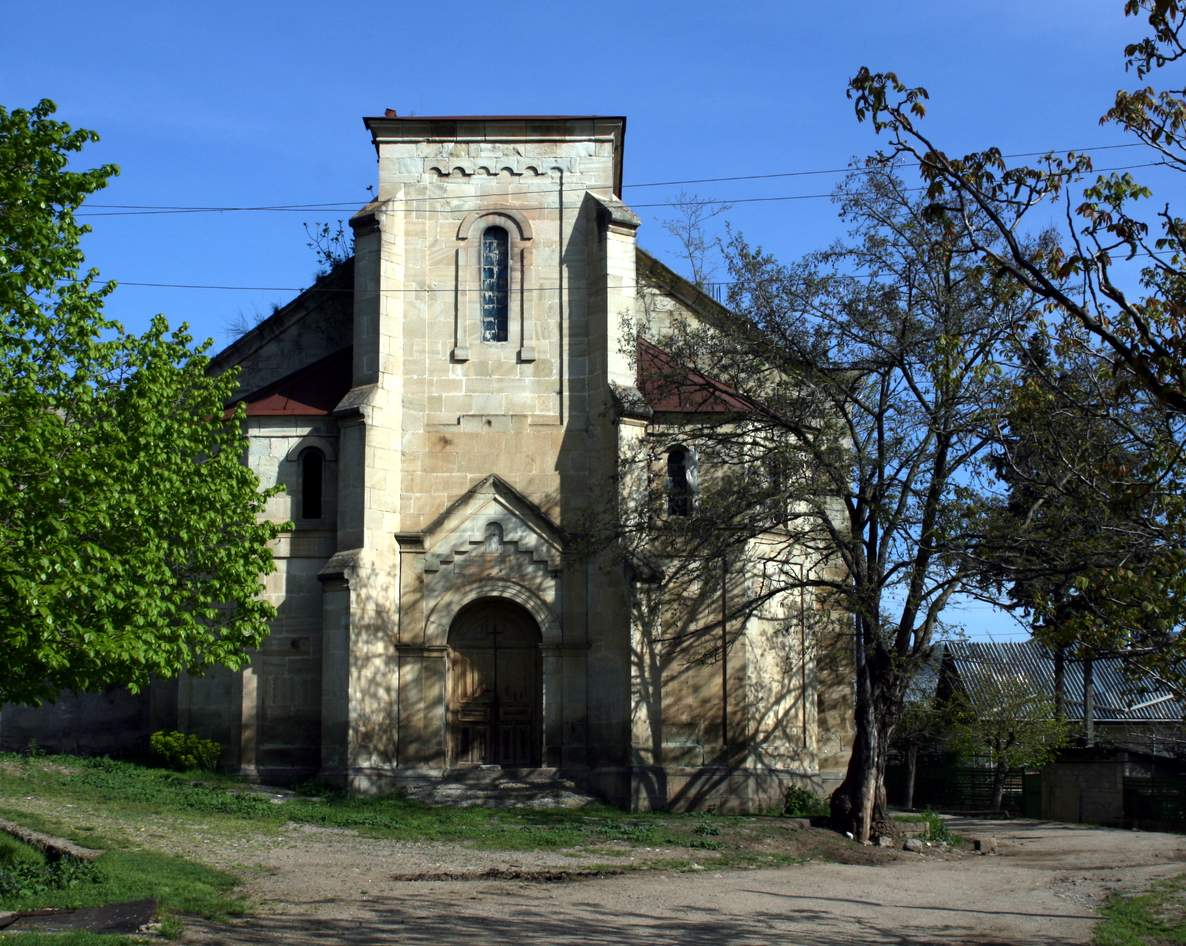
Dawny kościół ewangelicki w Asureti

Parafia ewangelicko-luterańska w Tbilisi – parafia luterańska w Tbilisi, w Gruzji. Należy do Kościoła Ewangelicko-Luterańskiego w Gruzji.

## Historia
Parafia ewangelicka w Tbilisi została założona na początku XIX wieku, a w 1895 wybudowała kościół, który stanął na Nowym Mieści w Tbilisi. Został on jednak rozebrany w 1946.
Odrodzenie się parafii nastąpiło dopiero w latach 90. XX wieku dzięki profesorowi Gertowi Hummelowi z Saarbrücken oraz jego żonie Christiane. Dzięki jego dobrym kontaktom z rządem gruzińskim Eduarda Szewardnadze oraz współpracy ze Stowarzyszeniem Niemców w Gruzji „Einung“, zakupił on część dawnego niemieckiego cmentarza. Na działce powstał w latach 1995-1997 Kościół Pojednania oraz centrum parafialne.

## Współczesność
Liczba zborowników wynosi ok. 350 osób, co czyni parafię największą na terenie kraju. Niemieckojęzyczni parafianie stali się mniej widoczni od czasu odrodzenia zboru, a językiem w nim przeważnie używanym jest rosyjski.
Szkółki niedzielne są jednak trójjęzyczne, ponadto odbywają się lekcje religii, przygotowanie konfirmacyjne, działa chór kościelny. W budynku kościoła organizowane są koncerty.
Pracę diakonijną w parafii prowadzi diakonisa, działa diakonijna grupa robocza i prowadzone są wizyty domowe. Miejscem pracy diakonijnej jest Johann-Bernhard-Saltet-Haus, gdzie funkcjonuje dom opieki, jadłodajnia i stacja socjalna.
W parafii pracuje trzech księży, w tym jedna kobieta. W centrum parafialnym mieści się siedziba władz zwierzchnich Kościoła Ewangelicko-Luterańskiego w Gruzji, odbywają się w nim też posiedzenia Synodu.

## Filiał w Asureti
Parafia ewangelicka w Asureti została założona przez osadników niemieckich pochodzących ze Szwabii.
Obecnie Asureti stanowi filiał parafii w Tbilisi, liczący 15 wiernych. Nabożeństwa sprawowane są raz w miesiącu, w sobotę, w domu należącym do członka zboru. Przewodniczącym społeczności jest Wiktor Miroszniczenko.